# إدوارد أم نديكي
إدوارد أم نديكي (بالفرنسية: Edouard Oum Ndeki)‏ هو لاعب كرة قدم كاميروني في مركز الوسط، ولد في 8 مايو 1976 في دوالا في الكاميرون، وتوفي في 7 مارس 2009 في رودس في اليونان. شارك مع منتخب الكاميرون لكرة القدم. أما مع النوادي، فقد لعب مع أنقرة غوجو ونادي القطن ويونيون دوالا.

## وصلات خارجية
- إدوارد أم نديكي على موقع اتحاد تركيا (لاعب) (الإنجليزية)
- إدوارد أم نديكي على موقع قاعدة بيانات كرة القدم.إي يو (الإنجليزية)
- إدوارد أم نديكي على موقع ناشيونال فوتبول تيمز (الإنجليزية)